# Bill Evans (pianist)

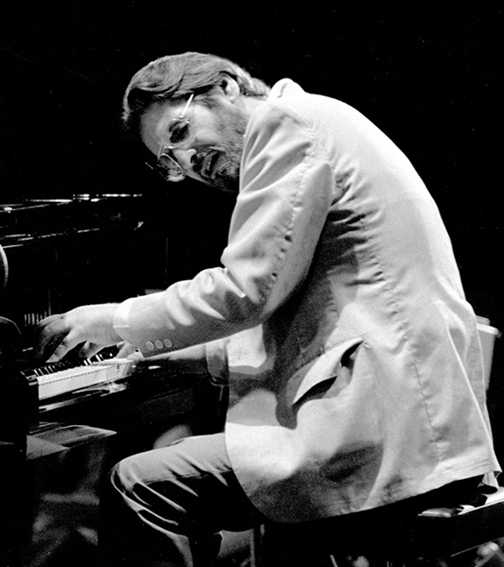
Bill Evans in 1978

William John (Bill) Evans (Plainfield, New Jersey, 16 augustus 1929 – New York, 15 september 1980) was een Amerikaanse jazzpianist.

## Carrière
Reeds op jonge leeftijd speelde hij (klassiek) piano, alsook dwarsfluit en viool. In 1950 studeerde hij af aan het Southeastern Louisiana College in Hammond (Louisiana) als klassiek pianist. Verder volgde hij ook nog compositie aan het Mannes College of Music in New York.
Na een korte periode in het leger kwam in 1956 zijn eerste plaat uit: New Jazz Conceptions, met Teddy Kotick op contrabas en Paul Motian op drums. Pas twee jaar later verscheen er een nieuwe plaat, Everybody Digs Bill Evans, deze keer met bassist Sam Jones en drummer Philly Joe Jones. In hetzelfde jaar werd hem gevraagd door Miles Davis om zich bij diens sextet te vervoegen. De groep bestond uit Miles, John Coltrane, Cannonball Adderley, Bill, Paul Chambers en Jimmy Cobb. Evans bleef maar één jaar bij de groep en was al opgestapt om een eigen trio te beginnen, toen Miles hem in maart 1959 vroeg voor de plaat Kind of Blue, die beroemd werd. Voor een groot deel bepaalde Bill Evans de kleur en het concept van deze plaat, getuige het door hem (en niet door Miles Davis) gecomponeerde Blue in Green. Blue in Green was al eens eerder opgenomen met als titel Some Other Time, dat later verscheen op de cd-versie van Everybody Digs Bill Evans.
In 1959 vormde Bill Evans zijn bekendste trio met op bas Scott LaFaro en op drums Paul Motian. Het trio had een heel eigen geluid en kenmerkend was de interactie tussen de drie muzikanten. Het trio nam samen vier lp's op: Portrait in Jazz (1959), Explorations (1961), Sunday at the Village Vanguard (1961) en Waltz for Debby (1961). In het bijzonder deze laatste twee albums hebben een nieuw tijdperk ingeluid voor het jazztrio. Daarbuiten heeft Bill Evans ook aan een vernieuwend concept gewerkt. Dat is te vinden op platen als Conversations With Myself en Further Conversations With Myself. Hierbij maakte Evans gebruik van overdubbing. Zo kon hij als het ware twee, drie of meerdere keren over een opname spelen, zodat het lijkt alsof er meerdere pianisten tegelijkertijd spelen. Heel nieuw was het concept echter niet, want daarvoor had pianist Lennie Tristano hier reeds gebruik van gemaakt. 
Op de lp As Falls Wichita, So Falls Wichita Falls van Pat Metheny en Lyle Mays uit 1981 is het nummer September Fifteenth opgedragen aan Bill Evans.